# Albert Pfitzer (Geodät)
Albert Pfitzer (* 2. Juli 1882 in Grube Von der Heydt (Landkreis Saarbrücken); † 30. Juni 1948 in Berlin) war ein deutscher Geodät, Ministerialrat im Preußischen Ministerium für Finanzen und Ministerialdirigent im Reichsministerium des Inneren. Pfitzer war in der Zeit des Dritten Reichs ab dem 1. April 1935 Unterabteilungsleiter für Vermessung im Reichsministerium des Innern und damit Chef des mit dem Gesetz über die Neuordnung des Vermessungswesens vom 3. Juli 1934 zentralisierten Deutschen Vermessungs- und Kartenwesens.

## Leben und Wirken
Pfitzer war verheiratet mit Emma Pfitzer, geb. Pflanzer, 15. Dezember 1895 – 26. Juli 1994. Aus der Ehe gingen drei Kinder hervor. Die Eheleute ruhen auf dem Parkfriedhof Lichterfelde.

### Ausbildung

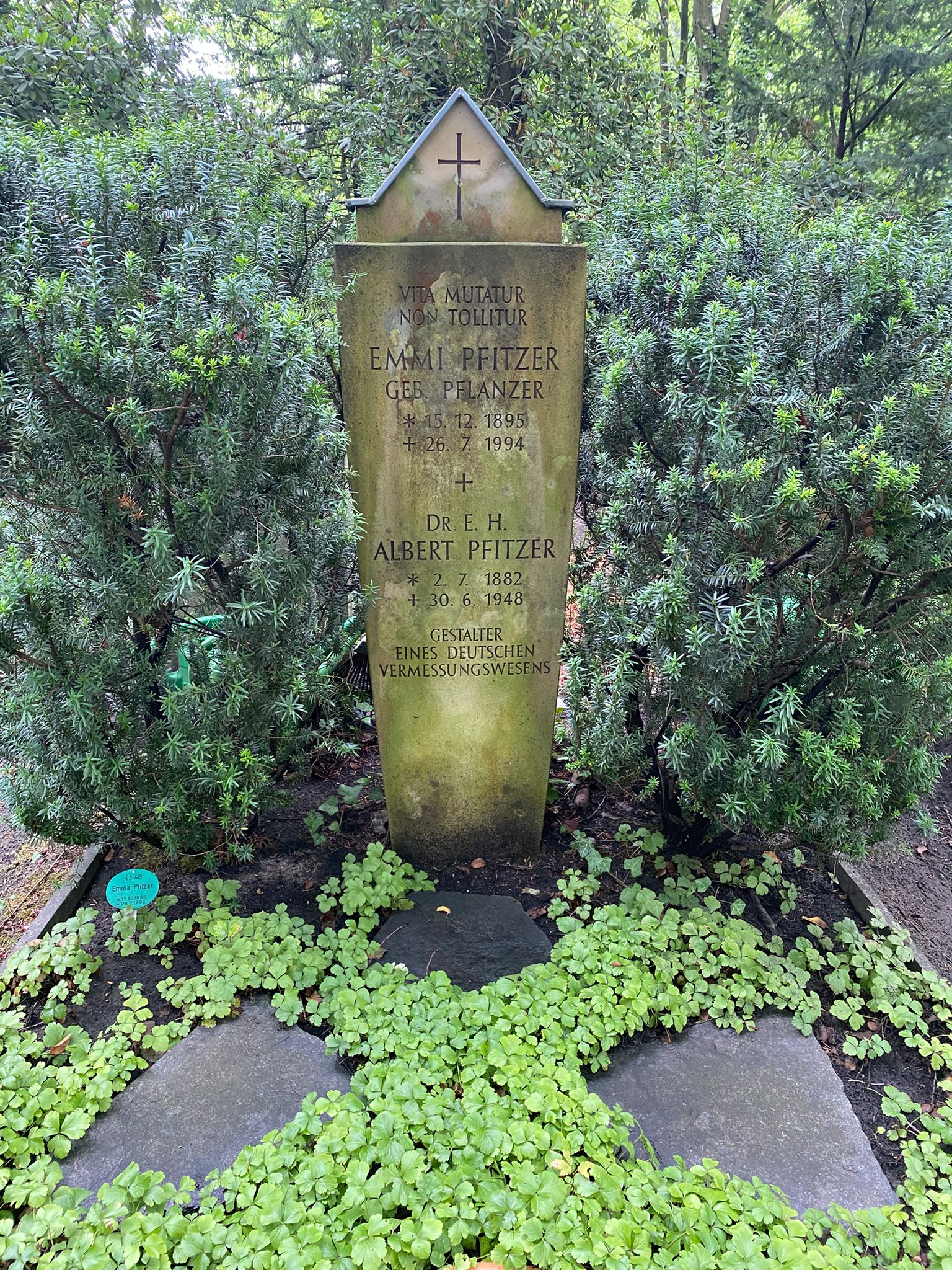
Grabstätte auf dem Parkfriedhof Lichterfelde

Pfitzer, Kind des Bauwerkmeisters Johann Pfitzer und seiner Frau Angela Pfitzer, geb. Gergen, ging in Grube Von der Heydt zur Volksschule (1888–1893) und wechselte dann auf das Gymnasium in Saarbrücken, das er von 1893 bis 1900 bis zur Versetzung in die Prima besuchte. Anschließend ging Pfitzer als Landmessereleve für 2 Jahre zum Stadtvermessungsamt St. Johann (Saar). Danach studierte er ab 1902 Geodäsie und Kulturtechnik an der Rheinischen Friedrich-Wilhelms-Universität zu Bonn und schloss am 7. Juli 1904 das Studium mit der Landmesserstaatsprüfung ab.

### Berufliche Stationen
Von 1904 bis 1906 war Pfitzer Vertragslandmesser bei der Katasterverwaltung der Regierung Düsseldorf und arbeitete für die Stadtneuvermessung Elberfeld und Barmen. Von 1906 bis 1907 leistete er als Einjährig-Freiwilliger seinen Militärdienst in Straßburg im Elsaß ab. Anschließend war er bis 1908 für die Regierung Trier tätig als Katasterlandmesser in den Kreisen Bitburg und Daun in der Eifel. 1908 kehrte er nach Barmen zurück und betreute beim Stadtvermessungsamt Barmen vermessungstechnische Vorarbeiten für den Bau der Kerspetalsperre.
Von 1909 bis 1913 arbeitete er für die Stadtneuvermessung in Minden, zunächst als Assistent und Vertreter des Abteilungsvorstehers, ab 1911 als Leiter der Stadtneuvermessung und anderer Neuvermessungen im Regierungsbezirk Minden sowie des Büros für die Übernahme von Umlegungen. In dieser Zeit hat er die Zweite Staatsprüfung für höhere Katasterbeamte abgelegt.
1913 wurde Pfitzer zur Regierung in Frankfurt (Oder) versetzt und als Leiter der Stadtneuvermessung Sorau (heute Żary) und Sommerfeld (heute Lubsko) am Amtsort Sorau in der Niederlausitz eingesetzt.
1914 wurde Pfitzer als Hilfsreferent in den Dienst des preußischen Ministeriums für Finanzen berufen und zum Katasterkontrolleur in außerordentlicher Verwendung ernannt. Er trat den Dienst aber nicht an, da er als Soldat zum I. Weltkrieg eingezogen wurde. Von 1914 bis 1918 nahm er am I. Weltkrieg teil, u. a. in Frankreich, Polen und Rumänien. Im Krieg wurde er mit dem Eisernen Kreuz I. und II. Klasse ausgezeichnet und schied 1918 als Leutnant der Reserve aus.
Nach dem Krieg nahm Pfitzer 1919 wieder als Leiter die durch den Krieg unterbrochenen Stadtneuvermessungen in Sorau, Sommerfeld und Kottbus Stadtforst auf. Im Jahr 1922 wurde er anteilig mit der Leitung des preußischen Katasteramts in Sorau beauftragt. Parallel dazu führte er Sonderaufträge des Finanzministeriums aus (Neubearbeitung der Vermessungsanweisung VIII für Katasterneuvermessungen).
Von März bis Mai 1927 war er im preußischen Finanzministerium beschäftigt und wechselte dann als Katasterdezernent zur Regierung in Oppeln (heute Opole). Damit verbunden war die Ernennung zum Regierungs- und Steuerrat am 4. Juni 1927. Zwischen 1927 und 1933 wurde Pfitzer fallweise als Sachverständiger zu den Arbeiten des Beirats für Vermessungswesen hinzugezogen (Unterausschuss für Fehlergrenzen).
Für kurze Zeit war er 1933 als Dezernent in Magdeburg tätig, wurde dann aber im Juli 1933 ins preußische Ministerium für Finanzen versetzt, wo ihm in Nachfolge von Friedrich Suckow, der mit den neuen Machthabern nicht kooperieren wollte, die Leitung der preußischen Katasterverwaltung übertragen wurde; am 1. Oktober 1933 wurde er dort zum Ministerialrat ernannt. Hier übernahm er auch den Vorsitz im Oberprüfungsausschuss für die höheren Katasterbeamten.
Im März 1935 übernahm er als Fachreferent die Leitung der Unterabteilung Vermessungswesen im Reichsministerium des Innern und steuerte die Vermessungsreformen (u. a. Reichskataster, Berufsordnung der Öffentlich bestellten Vermessungsingenieure (ÖbVI), Hauptvermessungsabteilungen, Einführung des höheren vermessungstechnischen Verwaltungsdienstes). Am 12. April 1938 wurde er zum ständigen Vertreter des Präsidenten des Reichsprüfungsamts für den höheren vermessungstechnischen Verwaltungsdienst ernannt. Im Reichsministerium des Inneren wurde er im November 1940 zum Ministerialdirigenten ernannt.
Nach Torge schied Pfitzer im September krankheitshalber vorzeitig aus dem Dienst aus und wurde nach Kurandt am 27. August 1944 in den Ruhestand versetzt. Ob die Versetzung in den vorzeitigen Ruhestand in den Kriegsjahren politische Gründe hatte, wird verschieden dargestellt. Kurandt, ein Mitarbeiter Pfitzers im Ministerium, führte 1952 dazu aus: Als Individualist, dem die Freiheit über alles ging, musste er zwangsläufig zu den Machthabern des Dritten Reichs in einen nicht zu überbrückenden Gegensatz geraten. Er machte auch aus seiner Meinung keinen Hehl. Diese Zwiespältigkeit wurde ihm schließlich so unerträglich, dass er vorzeitig aus dem Dienst ausschied. Voll düsterer Ahnungen erwartete er den Zusammenbruch, den er schon lange vorher hatte kommen sehen. Unger führte aus, dass er unter Himmler als Innenminister einfach keinen Dienst mehr tun konnte .... und sich krank meldete Brall zitiert Großmann, der feststellte, dass Pfitzer eine kritische Einstellung zum Nationalsozialismus gehabt habe und das RMdI 1943 verlassen musste, weil er politisch untragbar erschienen sei. Nach dem Krieg sei er zu Unrecht den Sanktionen gegen führende Parteimitglieder verfallen, und kommentierte dazu aber: Selbst wenn Pfitzer eine innere Distanz zu den neuen Verhältnissen verspürte, war er im RMdI mit der Reichsreform an einem der Kernvorhaben der Nationalsozialisten beteiligt.
Andererseits hatte das Parteimitglied Pfitzer seine fachliche Ministerialkarriere erst mit Beginn der nationalsozialistischen Zeit begonnen und diente mehr als 10 Jahre diesem Regime. Die beim Bundesarchiv vorliegende Personalakte von Pfitzer widerspricht der später von Torge und Pfitzers engsten Mitarbeitern Kurandt, Unger und Großmann nach dem Krieg zur Entlastung Pfitzers aufgegriffenen Darstellung. Pfitzer erkrankte in der Tat schwer im September 1943 und erhielt im Februar 1944 vom Krankenhaus Marienhof in Koblenz eine schwerste Herzmuskelschädigung mit ungenügender koronarer Versorgung und essentieller Hypertonie bescheinigt. Nach einer Kur in Bad Orb im Jahr 1944 wollte er seinen Dienst wieder aufnehmen, machte jedoch zur Vorbedingung, dass er mit seiner Ehefrau nach Potsdam ziehen könne, um von Luftangriffen verschont zu bleiben und wo sich bereits die Diensträume der von ihm geführten Unterabteilung Vermessung befanden. Das Reichsministerium des Innern wollte jedoch darauf nicht eingehen und legte ihm stattdessen im Juli 1944 nahe, die Versetzung den Ruhestand zu beantragen, da man Zweifel an seiner Einsatzfähigkeit als Unterabteilungsleiter hatte (Personalakte Pfitzer im Bundesarchiv, Vermerk vom 11. Juli 1944, Blatt 138). Am 15. Juli 1944 beantragte Pfitzer daher die Versetzung in den Ruhestand, der am 30. August 1944 stattgegeben wurde. Dabei drückte er den Wunsch aus, auch im Ruhestand weiter im Dienst der Leitung des deutschen Vermessungswesens einen geeigneten Beschäftigungsauftrag zu übernehmen, beispielsweise die Leitung des Reichsprüfungsamtes für den höheren vermessungstechnischen Verwaltungsdienst sowie eine Mitarbeit im Forschungsbeirat für Vermessungstechnik und Kartographie. Nach der vorliegenden Aktenlage erwog man beim RMdI, wie ein derartiger Einsatz zu realisieren sei. Dies spricht dagegen, dass Pfitzer in einem nicht zu überbrückenden Gegensatz zu den Machthabern stand oder gar politisch untragbar geworden war, wie es Kurandt, Großmann und Unger später suggerierten. Pfitzers Eintritt in den Ruhestand erfolgte dann erst am 1. März 1945.
Nach dem Zusammenbruch des Dritten Reichs musste Pfitzer von Mai bis August 1945 im Auftrag des Gemeindebauamtes Berlin als Hilfsarbeiter Gefallene auf einem Friedhof einbetten.

### Beamtenlaufbahn
- Ernennung zum Katasterkontrolleur am 1. Januar 1915
- Ernennung zum Katasterdirektor 1924
- Ernennung zum Regierungs- und Steuerrat am 4. Juni 1926
- Ernennung zum Ministerialrat am 1. Oktober 1933
- Am 1. April 1935 Versetzung (mit Übertragung der Planstelle) ins Reichsministerium des Innern am 1. April 1935 für die neue Aufgabe der Bearbeitung von Angelegenheiten des Vermessungswesens (gemeinsam mit Friedrich Kurandt, Otto Speidel, Ernst Daseke, Walter Großmann, Martin Dohrmann und Schindler)
- Ernennung zum Ministerialdirigenten am 5. November 1940

### Pfitzer und die Neuordnung des deutschen Vermessungswesens im Dritten Reich
Mit dem Gesetz über die Neuordnung des Vermessungswesens vom 3. Juli 1934 wurde – abweichend von der Verfassung – das Vermessungswesen zur Reichsangelegenheit erklärt. Pfitzer, der 1935 zum höchsten Vermessungsbeamten im Reichsministerium des Inneren ernannt wurde, hatte die Aufgabe, die damit verfügte Zentralisierung und Vereinheitlichung im amtlichen Vermessungswesen umzusetzen und hat dazu diverse Fachartikel geschrieben.
Bei seinem Vortrag zum Thema „Aufgaben und Aufbau einer Reichsvermessung“ auf der 36. Reichstagung des DVW am 1. Dezember 1935 in Berlin führte Pfitzer aus: Allein dadurch, daß wir das Gegenwärtige aus dem Vergangenen entwickeln, werden wir der Reichsvermessung eine Dauer für die Zukunft geben können und vermeiden, daß sie eine sinnlose oder abenteuerliche Einrichtung wird oder ein nie zu verwirklichendes Hirngespinst bleibt.
Pfitzer wird es auch zugeschrieben, den Berufsstand der freiberuflichen Vermessungsingenieure gefördert und die Berufsordnung für den Beruf des Öffentlich bestellten Vermessungsingenieurs von 1938 abgefasst zu haben.
Pfitzer spielte die zentrale und treibende Rolle bei der Neuordnung und Zentralisierung des amtlichen Vermessungswesens im III. Reich.

### Mitgliedschaften
Pfitzer war Mitglied des Deutschen Vereins für Vermessungswesen (DVW).
Seit 1932 war er auch Mitglied im Kampfbund Deutscher Architekten und Ingenieure.
Zum 1. Mai 1933 trat Pfitzer in die NSDAP ein (Mitgliedsnummer 1.893.890).

### Ehrungen und Orden
Pfitzer erhielt folgende Ehrungen:
- Eisernes Kreuz II. Klasse (1914)
- Eisernes Kreuz I. Klasse (1917)

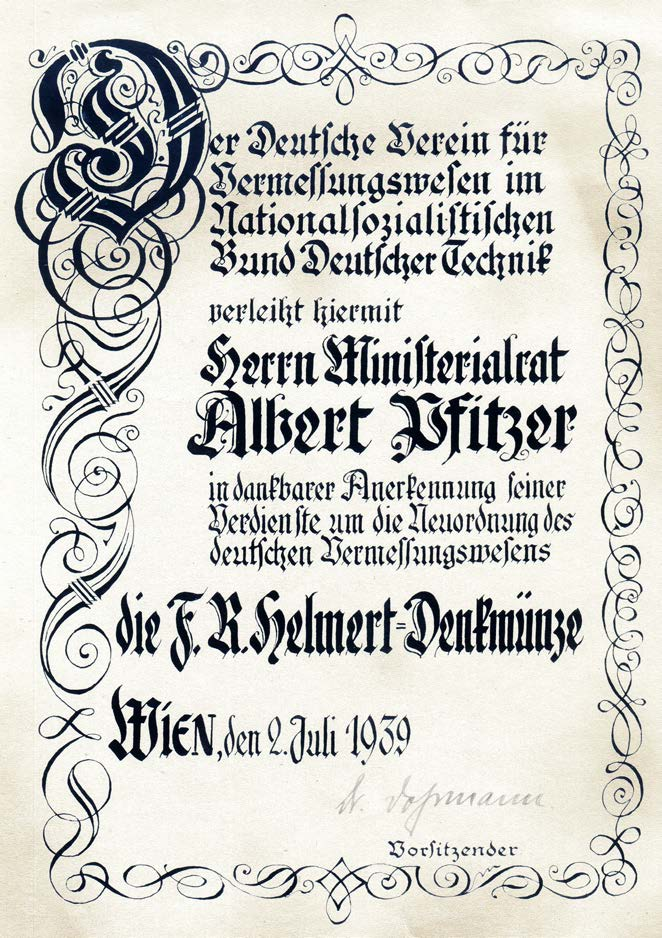
Urkunde zur Verleihung der Helmert-Denkmünze des DVW

- Hamburgisches Hanseatenkreuz (1918)
- Ehrenkreuz für Frontkämpfer (1934)
- Treudienst-Ehrenzeichen 1. Stufe (1938)
- Medaille zur Erinnerung an den 13. März 1938 (31. Januar 1939)
- Friedrich-Robert-Helmert-Denkmünze des DVW im NSBDT (2. Juli 1939)[15]
- Kriegsverdienstkreuz II. Klasse (1942)
- Goldenes Treudienst-Ehrenzeichen für 40-jährige Dienstzeit (12. Oktober 1942)

Die Landwirtschaftliche Fakultät der Rheinischen Friedrich-Wilhelms-Universität zu Bonn verlieh ihm am 18. Oktober 1943 anlässlich der 125-Jahr-Feier der Gründung der Universität Bonn die Würde eines Ehrendoktors der Ingenieurwissenschaften. Damit wurden seine Verdienste um die von ihm in Wort und Schrift wissenschaftlich begründete und schöpferisch durchgeführte Reform des Großdeutschen Vermessungswesens, das er hierdurch auf eine der deutschen Wissenschaft würdige Höhe gebracht hat.
Während einer Tagung der Arbeitsgemeinschaft der Vermessungsverwaltungen der Länder der Bundesrepublik Deutschland in Berlin fand am 2. Juli 1982 eine Gedenkfeier zur Würdigung der Verdienste von Pfitzer anlässlich seines 100. Geburtstags statt. Der seinerzeitige Senator für Bau- und Wohnungswesen Ulrich Rastemborski sollte dazu ein Grußwort sprechen. Nachdem jedoch kritische Berichte über das Wirken von Pfitzer in der NS-Zeit im Spandauer Volksblatt und in Die Wahrheit erschienen waren, sagte der Senator kurzfristig sein Kommen ab, weil er nicht einen hochrangigen Ministerialbeamten aus der NS-Zeit würdigen wollte, und der im Reichstagsgebäude vorbereitete Senatsempfang wurde ohne ihn abgehalten.
In Bremerhaven wurde im Jahr 1953 die Albert-Pfitzer-Straße nach ihm benannt. Grund war die Straßenbenennung sämtlicher Straßen in einem Neubaugebiet nach bedeutsamen Mathematikern, Astronomen, Kartographen und ähnlichen Gelehrten. Die Straße wird dort inzwischen von der Stadtverwaltung in der Kategorie „belasteter personenbezogener Straßenname“ geführt, weil Pfitzer „als Fachreferent für die Neuordnung des Vermessungswesens die Kartografie auch in den Dienst des deutschen Angriffskrieges gestellt hat, was sich u. a. in der Planung des ‚Westwalls‘ zeigte“. Die Stadtverwaltung hat dem Straßennamensschild einen Hinweis beigefügt, der über die nationalsozialistische Vergangenheit des Namensgebers aufklären soll.

## Veröffentlichungen

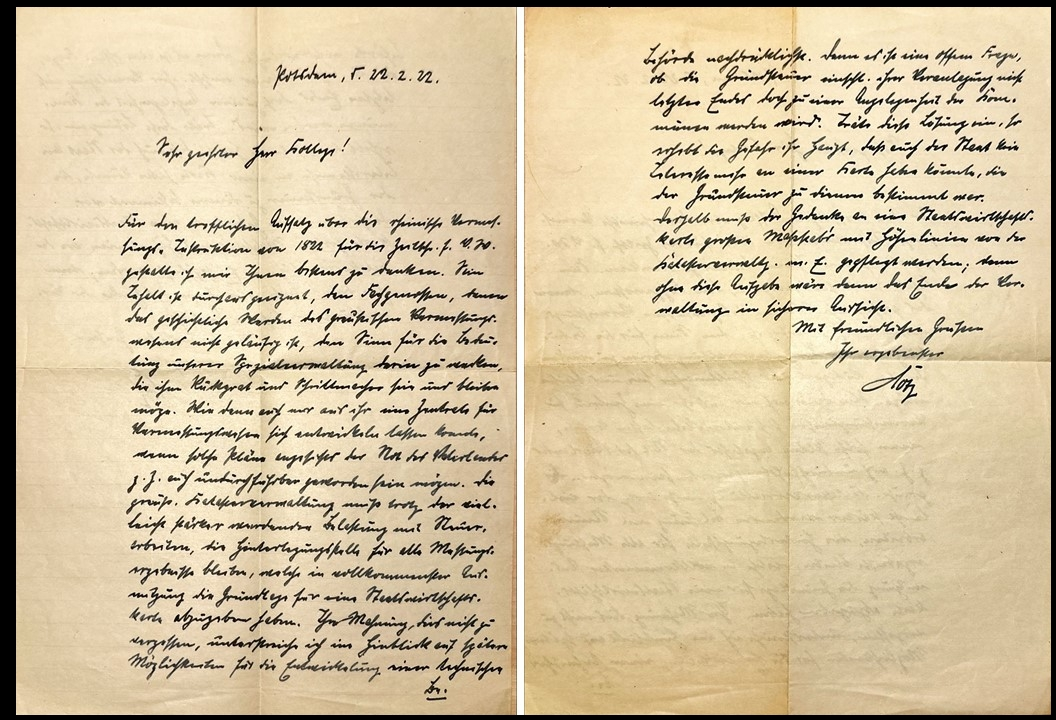
Dankschreiben des DVW-Vorsitzenden Hans Lotz vom 22. Februar 1922 an Albert Pfitzer zu seinem Beitrag in der Zeitschrift für Vermessungswesen 1922, S. 168

Pfitzer hat seit 1910 eine Reihe von Fachartikeln verfasst, die in Fachzeitschriften publiziert wurden, darunter oft in der vom DVW herausgegebenen Zeitschrift für Vermessungswesen. Darunter sind folgende Beiträge:
- Berechnung einer Fehlergrenze für Längenmessungen mit 5-m-Latten, in: Zeitschrift für Vermessungswesen 1910, S. 635.
- Zur Geschichte des Rheinisch-Westfälischen Katasters / Johann Jakob Vorlaender – ein Vorkämpfer des preussischen Vermessungswesens, in: Zeitschrift für Vermessungswesen 1913, S. 1, 40, 57, 81, 113.
- Baeyer an Vorlaender vor 50 Jahren, in: Zeitschrift für Vermessungswesen 1914, S. 129.
- Wie man des deutschen Landmessers Fachausdrücke bilden möge, in: Der Landmesser, Heft 5, 1919.
- Versuch zur Ermittlung einer möglichst günstigen Fehlerfunktion und Fehlergrenze für die Flächenbestimmungen einer neueren Katasterneumessung, in: Zeitschrift für Vermessungswesen 1921, S. 513.
- Preußisch-bayerische Landesgrenzvermessung in der guten alten Zeit, in: Zeitschrift für Vermessungswesen 1921, S. 757.
- Die Instruktion vom 12. März 1822 für die rheinisch-westfälische Katastervermessung, in: Zeitschrift für Vermessungswesen 1922, S. 168.
- Gemeinsame Ausgleichung von zwei Punkten, die nur durch einen auf einem gegebenen Punkte gemessenen Winkel miteinander verbunden sind, in: Zeitschrift für Vermessungswesen 1923, S. 50.

Eine umfassende Liste seiner Veröffentlichungen ist von Kurandt und auch Unger publiziert worden.
Pfitzers letzte Schrift Vermessungswirklichkeit und Vermessungshilfen erschien als Manuskriptdruck im Frühjahr 1948 und beschäftigte sich mit der fachlichen Perspektive und den Schwierigkeiten im Vermessungswesen kurz nach dem Zweiten Weltkrieg. Hierin trat er nochmals für die Gleichschaltung der Kräfte ein.